# 仙台市立高森中学校
仙台市立高森中学校（せんだいしりつたかもりちゅうがっこう）は、宮城県仙台市泉区高森六丁目にある公立中学校。通称は「高中」（たかちゅう）。

## 概要
泉パークタウンの開発が進み、既存の寺岡中学校の生徒数が急増し、手狭になったために泉パークタウンの高森地区内に新たに中学校を増設することとなり、開校した。
校地の周辺の公園には沼が多く、冬は白鳥が町内各地の沼を訪れる。
校地内には「十周年の森」という庭が存在し、森のコーディネーターと呼ばれる人の指導の下、全校生徒等がその世話を行っている。その内容は、土づくり、落ち葉を利用した肥料づくりなど特色のあるものとなっている。また「十周年の森」の中には花の小川という名前の花壇が存在し、毎年全校生徒のデザインの中から最優秀デザインが選ばれ、それをもとに花が植えられる。仙台市緑と花いっぱい花壇コンクール学校の部では毎年のように受賞している常連校である。

## 著名な卒業生
- Dj KENTARO
- 佐藤駿 (フィギュアスケート選手)ただし途中で*埼玉栄中学校に転校。
- 駒木結衣 - ウェザーニュース気象キャスター

- 渡辺虹葉　(キラチャレ2023モデル部門審査員特別賞

## 沿革
- 1990年（平成2年）4月1日 - 仙台市立寺岡中学校より分離、仙台市立高森中学校として開校。

## 学区
- 仙台市立高森小学校と仙台市立高森東小学校

また仙台市立泉ヶ丘小学校と仙台市立野村小学校と仙台市立桂小学校の一部の生徒が入学するため自転車通学の生徒がいる。

## 部活動
- 運動系
  - 野球、サッカー、ソフトボール、ソフトテニス、女子バレーボール、バスケットボール、男子卓球、陸上、新体操
  - 水泳、剣道、体操(この3つは臨時部活)
- 文化系
  - 吹奏楽、総合文化

## 行事
- 校外学習
- 野外活動

　二年生での行事。南三陸町などが行き先。
- 修学旅行

　三年生での行事。例年東京方面が行き先だったが、新型コロナウイルスの影響により他の所に変更になったり中止になったりした。
- 高中祭

　いわゆる文化祭。ステージ発表や展示による発表があり、ステージ発表では生徒の有志団体や生徒会役員がステージを盛り上げる。
- 運動会
- 合唱コンクール

　近くの学校のホールを借り、クラス対抗で学年ごとに合唱する。

## 校地内の施設
- 野外音楽堂

　吹奏楽部の練習や高中祭の時以外、ほとんど使われていない。
- 十周年の森

## 校舎近隣の施設
- 高森児童センター
- 高森市民センター
- 高森東公園